# Vulpes vulpes necator
El zorro rojo de Sierra Nevada (Vulpes vulpes necator) es una subespecie de  mamíferos carnívoros  de la familia Canidae.

## Distribución geográfica
Se encuentran en Norteamérica: California y Nevada.